# دردار رائع
دردار رائع (الاسم العلمي: Ulmus superba) هو نوع نباتي يتبع جنس الدردار من فصيلة الدردارية.